# Морејски рат
Морејски рат (итал. Guerra di Morea), познат и као Шести османско-млетачки рат, био је оружани сукоб између Млетачке републике и Османског царства који се водио од 1684. до 1699. године, а био је дио ширег сукоба познатог као „Велики турски рат”. Ратна дејства су вођена од Далмације до Егејског мора, али главни ратни поход био је млетачко освајање Морејског (Пелепонеског) полуострва на југу данашње Грчке. Млетачка је рат водила како би оправдала губитак Крита у Критском рату (1645—1669), док је Османлије већ биле у рату са Хабзбурзима на својој сјеверној граници и нису били у стању да концентришу своје снаге на Млетачку републику. Као такав, Морејски рат има једну важну одлику која се разлику од осталих османско-млетачки ратова, а то је да је из њега Млетачка република изашла као побједник, добивши значајно територијално проширење. Међутим, млетачка територијална експанзија била је краткотрајна, јер су Османлије преокренуле стање од 1718. године.